# Maja Wicki-Vogt

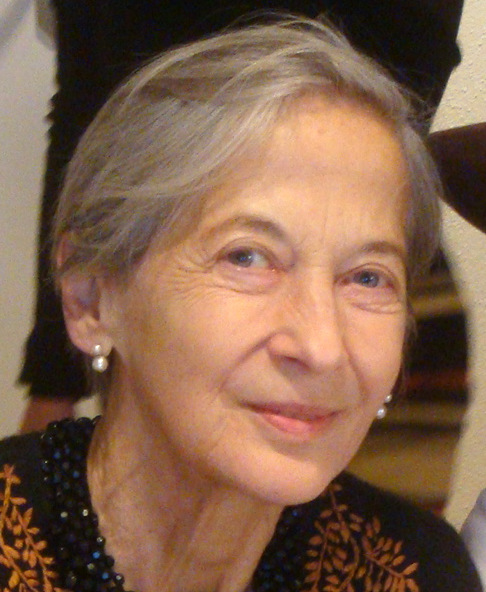
Maja Wicki-Vogt

Maja Wicki-Vogt (geboren am 4. Januar 1940 in Luzern, gestorben am 23. Juni 2016 in Zürich) war Philosophin, Publizistin, Psychoanalytikerin und Traumatherapeutin. Sie engagierte sich für die Menschenrechte und publizierte zahlreiche philosophische, biographische und politische Texte in Anthologien und Zeitschriften.

## Biografie

### Werdegang, Familie, journalistische und publizistische Tätigkeit
Maja Wicki-Vogt war das älteste von sieben Kindern der Ehegatten Eugen Vogt und Hedwig geb. Wickart. In der Familie und in deren Umfeld lebte man nach katholisch-konservativen Idealen. Dementsprechend musste sie nach dem Untergymnasium die weitere Ausbildung in katholischen Töchterinternaten im Wallis und in der Innerschweiz fortsetzen, wogegen sie sich entschlossen wehrte. Sie setzte sich durch, die restliche Gymnasialzeit an der damals für die weibliche Jugend nur zögernd geöffneten Kantonsschule Luzern zu absolvieren, wo sie 1959 mit der Maturität Typus B (Latein und neue Sprachen) abschloss.
Alsdann studierte sie an der Dolmetscherschule der Universität Genf und erwarb 1961 das Übersetzerdiplom (Deutsch, Französisch und Spanisch, Ausrichtung Literatur). Sie begann das Studium der Philosophie an den Universitäten Genf, Madrid und Barcelona. Bereits da engagierte sie sich in sozialer Arbeit.
Sie heiratete mit 22 Jahren einen Klassenkameraden aus der Gymnasialzeit, den Rechtsstudenten André A. Wicki, der später ein erfolgreicher Zürcher Wirtschaftsanwalt wurde. Eine Fortsetzung des Philosophiestudiums war nach damaligen Vorstellungen und Gegebenheiten nicht möglich. Sie war als Übersetzerin, Lehrerin, Journalistin, Publizistin und Filmeditorin tätig. Sie gebar ein Jahr nach Eheschliessung Zwillinge und in den nächsten sieben Jahren weitere drei Kinder, von denen eines gleich nach der Geburt starb. Ihre Ehe wurde 1985 geschieden.
1977 nahm sie das Philosophiestudium an der Universität Zürich wieder auf. Im Herbst 1983 promovierte sie bei Hermann Lübbe nach Vorlage einer existenzphilosophischen Dissertation: Simone Weil. Eine Logik des Absurden (Haupt Verlag Bern, 1983). Nebenfächer waren Allgemeines Staatsrecht und Menschenrechte (Werner Kägi) und Politische Wissenschaft/Soziologie (Daniel Frei).
Maja Wicki-Vogt spezialisierte sich in Existenzphilosophie, Politischer Theorie, Sozialphilosophie, Gesellschaftsanalyse und Sprachphilosophie. Sie absolvierte ein Zusatzstudium an der Universität Zürich in Psychologie und bildete sich zur Psychoanalytikerin (Psychoanalytisches Seminar PSZ, Klinische Psychologie Uni Zürich) und in Traumatherapie von Folteropfern (Universität Bern) aus. Sie hatte eine eigene Praxis in Zürich für Psychoanalyse und Traumatherapie.
Sie entfaltete während vielen Jahren eine journalistische und publizistische Tätigkeit im Bereich der Gesellschaftsanalyse und Kulturkritik, Menschenrechte, Minderheiten- und Ausländerrechte, Frauenpolitik, Wirtschafts- und Medienethik, zu diktatorischer Gewalt und Krieg und über psychoanalytische Traumatherapie. Sie wirkte als freie Journalistin BR (für die Weltwoche und zahlreiche andere Medien), als Redaktionsmitglied (Tages-Anzeiger, Magazin des Tages-Anzeigers, MOMA [1994–2000], Cash etc.). Ebenso war sie aktiv als Autorin und als Herausgeberin von Büchern, immer in Verbindung mit praktischen Untersuchungen im In- und Ausland (z. B. Armutsverhältnisse in der Schweiz, Lebensbedingungen von Asylsuchenden in Durchgangszentren, Frauenaufstand gegen die Mafia in Sizilien, Folter- und Prozesszusammenhänge in der Türkei, Vertreibung der muslimischen Minderheit in Bulgarien, soziale und politische Verhältnisse in Rumänien nach Ceausescu etc.). Sie war Mitarbeiterin beim Schweizer Fernsehen DRS (heute SFR) (Sternstunde Philosophie, Bildungsmagazin Trend, Filmbearbeitung). Sie arbeitete bei zahlreichen Sendungen von Radio DRS/SFR mit. Sie war Mitbegründerin und Mitherausgeberin des Monatsmagazins für Neue Politik MOMA und beteiligte sich am Aufbau des Forums gegen Rassismus.
Wicki-Vogt erhielt ein Habilitationsstipendium des Schweizerischen Nationalfonds. 1999 erlitt sie einen Hirnschlag, verlor dabei die Sprache und erholte sich davon nur unter grossen Anstrengungen und erst nach längerer Zeit.  Sie beschränkte ihre künstlerische Fertigkeit auf die Gestaltung ihres persönlichen Umfeldes; ihre intellektuellen Fähigkeiten trug sie jedoch in kämpferischer Weise in die Öffentlichkeit. Mit 76 Jahren – mitten in ihrer unverminderten Aktivität – erlitt sie einen subakuten Herzinfarkt, dem sie vorerst keine Beachtung schenkte; trotz ihrer lebensbedrohlichen Krankheit arbeitete sie weiter, erlag ihr aber dann nach zweiwöchigem künstlichem Koma. Am 7. Juli 2016 erschien ihre letzte Rezension – über den Roman Herzvirus von Bettina Spoerri – in der WOZ 27/2016. Maja Wicki-Vogts Urne ist beigesetzt im Gemeinschaftsgrab auf dem Friedhof Manegg in Zürich.

### Schweizerische Flüchtlingshilfe (SFH)
Von 1992 bis 1995 war Maja Wicki-Vogt bei der Schweizerischen Flüchtlingshilfe Pressesprecherin und Leiterin des flüchtlingspolitischen Bereichs. Sie leitete die von ihr aufgebaute psycho-soziale (hilfswerksübergreifende und interkantonale) Koordinationsgruppe zur Erfassung und Erfüllung der psycho-sozialen Bedürfnisse der vorläufig aufgenommenen Kriegsvertriebenen aus dem Jugoslawienkrieg, die wegen des nicht zuerkannten Flüchtlingsstatus keine diesbezügliche öffentliche Betreuung erhielten. Sie war bei der SFH verantwortlich für Medien- und Konzeptarbeit. Sie befasste sich mit den praktischen Auswirkungen der schweizerischen Asyl- und Flüchtlingspolitik, der Nichtbeachtung der Menschenrechte und dem Rassismus. Sie förderte unter diesen Aspekten die Zusammenarbeit der Hilfswerke etc. Sie sorgte für eine breitere Öffentlichkeitsarbeit (Reports, Tagungen, öffentliche Gesprächspodien, Gestaltung und Verbreitung von Broschüren etc.). Sie kämpfte gegen nicht zumutbare Ausschaffungen, koordinierte die medizinische und psychotherapeutische Betreuung von Kriegsverletzten, baute Familienpartnerschaften auf etc.

### Stiftung «Swiss Recovery Foundation» (SRF)
Maja Wicki-Vogt war Gründerin und Präsidentin der SRF-Stiftung, die seit 2001 mittellosen oder sich in schwierigen Verhältnissen befindlichen traumatisierten, psychisch kranken, notleidenden und sonst wie hilfsbedürftigen Menschen helfen soll. Dazu gehören namentlich auch Flüchtlinge, die in der Schweiz Asyl suchen.

### Vorlesungstätigkeit
Maja Wicki-Vogt war Lehrbeauftragte für Philosophie, Gesellschaftsanalyse und Politische Theorie, Sozialphilosophie, feministische Theorie und Sprachphilosophie an den Universitäten Zürich, Bern, Genf und Luzern, wo sie auch Seminare leitete. Sie war Lehrbeauftragte für universitäre Weiterbildung in Bern und Luzern und im Postgraduate Masterprogramm für Kulturmanagement in Basel. Ausserdem war sie Lehrbeauftragte an den Fachhochschulen für Sozialarbeit in Zürich und Rorschach/St. Gallen sowie an zahlreichen privaten Akademien: Paulus-Akademie, Boldern, ICZ-College Zürich, Jüdisches College Bern etc. wie auch an öffentlichen Kultur- und Bildungsinstituten etc. 
Sie bekam Vorlesungseinladungen von ausländischen Universitäten: Konstanz, Harvard Cambridge Mas., Columbia NY u. a. Während vieler Jahre hielt sie Vorlesungen an der Volkshochschule Zürich und unterrichtete an Zürcher Gymnasien, an der städtischen Abendschule für Fremdarbeiter und sie war Mitgestalterin der Cafés philosophiques in Bern, Basel, Fribourg, Luzern, Solothurn, Winterthur und Biel.

### Kampf für die Menschenrechte
Maja Wicki-Vogt engagierte sich politisch für die Wahrung der Menschenrechte mit Vorlesungen, Vorträgen, Büchern und Streitschriften, dem Organisieren von Demonstrationen, in von ihr geknüpften Netzwerken und vor allem mit zahllosen unermüdlichen und unnachgiebigen persönlichen Interventionen zu Gunsten von Menschen, die ihre Hilfe suchten oder deren Hilflosigkeit und Hilfsbedürftigkeit sie wahrnahm.
Ausgehend von der Aufarbeitung des Unrechts, das den Juden in Europa angetan worden war, trat sie vehement für die Rechte der Frauen, der Adoleszenten und der Familien ein. Sie kämpfte für die Rechte der Verfolgten und Vertriebenen, der Palästinenser, der körperlich und seelisch kriegsversehrten Bosnierinnen, der Roma und der Flüchtlingsfamilien im Zufluchtsland.
Sie verfolgte ihre humanitären Ziele mit dem Aufbau von Netzwerken und dem Einrichten von Foren: mit Esther Spinner u. a. das «Netzwerk Schreibender Frauen», mit Barbara Elsasser das Engagement für «ATD Vierte Welt», während über zehn Jahren im Vorstand des «Forums gegen Rassismus», 1997 zusammen mit der Menschenrechtsaktivistin Anni Lanz durch die Herausgabe eines Sammelbandes von Flucht- und Exilgeschichten aus dem ehemaligen Jugoslawien, 2008 mit der Ethikprofessorin Simone Zurbuchen durch Analyse und Kritik des schweizerischen Asyl- und Ausländergesetzes in einem Kolloquium an der Universität Freiburg i. Ue. unter dem Titel «Unrecht darf nicht Recht werden». Zu Gunsten von Flüchtlingen lancierte sie – spontan und unterstützt von Afra Weidmann, der Schweizerischen Beobachtungsstelle für Asyl- und Ausländerrecht und Solidarité sans frontières – weitere Aktionen.

## Zentrale Begriffe im Denken und Handeln von Maja Wicki-Vogt
Seit ihrer Dissertation über die Logik des Absurden befasste sich Maja Wicki-Vogt mit der «kreativen Vernunft des denkenden Herzens». In ihren wissenschaftlichen Untersuchungen, aber auch in ihrer therapeutischen Arbeit und ihrem politischen Kampf wollte sie die Fähigkeit der Menschen freilegen, «gegen den Zwang der inneren und äusseren Verhältnisse, gegen den Druck der Gesellschaft, gegen Erziehung, Machtstrukturen und Profitkalkül, gegen den Trend und gegen den Strom das eigene Handeln zu bestimmen». In ihrem Tun gab es zwischen Publikation und im Alltäglichen gelebter Solidarität keine Kluft. Sie erforschte und wies nach, wie Angst «nicht durch Anpassung an die ängstigenden Ursachen überwunden werden kann, nicht durch Unterwerfung unter die Gewalt». Sie zeigte auf und lebte danach, dass man den Zirkel von Angst und Gewalt unterbricht, indem die Fähigkeit unterstützt wird, den Ursachen auf den Grund zu kommen und zu lernen, auch in Widersprüchen und unter Sachzwängen frei zu denken und zu handeln. Somit wollte sich auch auf der Ebene der Gesellschaft im Chaos der Differenzen eine zwangsfreie „Dynamik der Übereinkunft zur Verwirklichung der Gemeinschaftsinteressen“ finden und realisieren. Nicht zuletzt aus eigenem Erleben in der Folge ihres Hirnschlages widmete sie sich dem Kampf gegen die Sprachlosigkeit im übertragenen Sinne. Sie lieh den Sprachlosen ihre Fürsprache. Sie rang um eine Vernunft, die auch die Vergessenen einbezieht. Ihr waren Mangel, Angst und Ungerechtigkeit unerträglich und inakzeptabel. Menschenwürde verlange ein selbstbestimmtes Leben in Frieden und Sicherheit. Sie wollte ihre Mitmenschen innerlich und in ihren äusseren Lebensumständen stärken und befähigen, selbstbestimmt zu leben.
1991 gab sie unter dem Titel Wenn Frauen wollen, kommt alles ins Rollen ein Buch zum Frauenstreiktag heraus. Es enthält Beiträge von mehr als sechzig Fotografen sowie Kulturschaffenden und Frauenrechtlerinnen.

## Publikationen

### Bücher
- Maja Wicki: Simone Weil, Eine Logik des Absurden. Dissertation. Paul Haupt Verlag, Bern/Stuttgart 1983.
- Maja Wicki-Vogt: Kreative Vernunft. Mut und Tragik von Denkerinnen der Moderne. Edition 8 Verlagsgenossenschaft, Zürich 2010.[6] (Das Buch fand erhebliche Beachtung und wurde mehrfach einlässlich besprochen.[7])
- Maja Wicki-Vogt: Erbschaften ohne Testament. Über Freiheit und Unfreiheit im persönlichen Werden. Beiträge zu einer dialogischen Kultur. Edition 8, Zürich 2014. (Die Autorin setzte sich mit den Biographien von Sigmund Freud, Arnold Zweig, Franz Kafka, Walter Benjamin und Ludwig Wittgenstein auseinander.[8][9][10])

### Buchbeiträge
- Maja Wicki: Von den notwendigen und nicht-notwendigen Widersprüchen einer freiheitlichen Gesellschaft. In: Willi Goetschel, John Cartwright und Maja Wicki-Vogt (Hrsg.): Wege des Widerspruchs. Festschrift für Hermann Levin Goldschmidt. Paul Haupt Verlag, Bern/Stuttgart 1984, S. 41–82.
- Maja Wicki: Jüdisches Denken in geleugneter Tradition.  In: Heinz Robert Schlette, André-A. Devaux (Hrsg.): Simone Weil. Philosophie – Religion – Politik. Josef Knecht Verlag, Frankfurt am Main 1985, S. 137–157.
- Maja Wicki: Simone Weil. Arbeiterkultur als revolutionärer Entwurf. In: Erhard R. Wiehn (Hrsg.): Juden in der Soziologie. Hartung-Gorre Verlag, Konstanz 1989, S. 289–300.
- Maja Wicki: Nicht was Männer sind und haben, sondern mehr und anders. Über Vorbilder, revolutionären Geist und Glück. In: dies: Wenn Frauen wollen, kommt alles ins Rollen. Limmat Verlag, Zürich 1991, S. 168–178.
- Maja Wicki:  «Die revolutionäre Tat ist, laut zu sagen, was ist»: Über politische Stummheit und politische Sprache. Drei Beispiele von Frauen im Umfeld der Französischen Revolution – ausserhalb der Schweiz. In: Manuel Eisner, Beat Fux (Hrsg.): Politische Sprache in der Schweiz. Orell Füssli Verlag, Zürich/Köln 1992, S. 87–107.
- Maja Wicki: Ethik bei Karl Jaspers und Hannah Arendt. In: Annemarie Pieper (Hrsg.): Geschichte der neueren Ethik. 2 Bände. A. Francke Verlag, Stuttgart 1992.
- Maja Wicki: Gelebter Widerspruch: Rosa Luxemburg, Simone Weil, Hannah Arendt. In: Willi Goetschel (Hrsg.): Perspektiven der Dialogik. Beiträge des Zürcher Kolloquiums zum 80. Geburtstag von Hermann Levin Goldschmidt. Passagen Verlag, Wien 1994.